# Georges Lagrange
Georges Lagrange (* 23. November 1929 in Châtillon-sur-Chalaronne; † 11. Dezember 2014) war Bischof von Gap.

## Leben
Georges Lagrange trat in das große Priesterseminar von Belley ein. Nach seinem Studium der Philosophie und Theologie an der Universität Lyon empfing er am 29. Juni 1955 die Priesterweihe. Er war Vikar in Bourg-en-Bresse und Kaplan der Katholischen Aktion. 1964 wurde er im Rahmen der Aktion Fidei donum für die ländliche Katholischen Aktion in Algerien und von 1966 bis 1972 war er für die Aktion in Frankreich tätig. 1972 wurde er Pfarrer von Saint-Didier-d'Aussiat, Saint-Sulpice und Curtafond in seinem Heimatbistum Belley-Ars. Von 1983 bis 1986 war er wiederum als Fidei donum-Priester in Dakar in Senegal aktiv. 1986 übernahm er die Pfarrstelle in Montluel.
Papst Johannes Paul II. ernannte Lagrange am 11. Juli 1988 zum Bischof von Gap. Der Erzbischof von Dakar Hyacinthe Kardinal Thiandoum spendete ihm am 18. September 1988 die Bischofsweihe; Mitkonsekratoren waren Bernard Panafieu, Erzbischof von Aix, und Guy Claude Bagnard, Bischof von Belley-Ars. 1999 sorgte seine Bekanntmachung traditionalistischer Positionen innerhalb der Diözese für heftiges Aufsehen. Bernard Panafieu, inzwischen Erzbischof von Marseille, nahm anschließend im Auftrag des Vatikans eine kanonische Visitation vor, um die Situation zu bereinigen.
Am 18. November 2003 nahm Papst Johannes Paul II. seinen vorzeitigen, gesundheitsbedingten Rücktritt an. Danach zog er sich wieder ins Bistum Belley-Ars zurück. Georges Lagrange starb am 11. Dezember 2014 mit 85 Jahren und wurde vier Tage später in seinem Geburtsort Châtillon-sur-Chalaronne beigesetzt.

## Veröffentlichungen
- Baptisez-les !, France-Empire Paris 1981, zusammen mit Robert Pannet und Antoine Reneaume
- Verbe de Dieu et langage humain, Association sacerdotale «Lumen gentium», Paris 1984
- Le prêtre, «un homme qui tient la place de Dieu», Association sacerdotale «Lumen gentium», Paris 1989
- Espoir et espérance. Les chrétiens de Russie, Association sacerdotale «Lumen gentium», Paris 1993
- Problèmes doctrinaux d’actualité, Association sacerdotale «Lumen gentium», Paris 1994
- Les journées fraternelles de l’A.S.L.G.,Association sacerdotale «Lumen gentium», Paris 1995
- Religion, culture, foi, Laval et Nantes Siloë, 1997, zusammen mit Paul Kardinal Poupard
- Je crois, Paroi-services Recloses 1998
- Gloire au Père par le Fils dans l’Esprit saint : la vie chrétienne, vie trinitaire et eucharistique, Éd. de Paris 2001